# NGC 38
Az NGC 38 egy spirálgalaxis a Pisces (Halak) csillagképben.

## Felfedezése
Az NGC 38 galaxist Édouard Jean-Marie Stephan fedezte fel 1881. október 25-én.

## Tudományos adatok
A galaxis 8035 km/s sebességgel távolodik tőlünk.